# Paolo Morigia
Paolo Morigia est un humaniste et historien italien du XVIe siècle, né à Milan le 1er janvier 1525, et mort dans cette même ville en 1604.

## Biographie
Entré chez les Jésuates de Saint Jérôme à l’âge de dix-sept ans, il se distingua tellement dans son ordre, qu’il fut élevé quatre fois à la dignité de supérieur général. Il profita de son ascendant sur ses confrères pour réformer les statuts, avec l’approbation du Saint-Siège. Il mourut octogénaire en 1604, et fut inhumé dans l’église Saint-Jérôme de Milan, dont il avait posé la première pierre. George Trivulce, comte de Melzo, décora sa tombe d’une épitaphe, qui porte que Morigia avait composé soixante et un ouvrages. Filippo Argelati n’en a pu découvrir que quarante-cinq, tant imprimés que manuscrits, dont il donne les titres dans la Biblioth. Mediol., t. 1, p. 966 et suiv.

## Œuvres
- Istoria et Origine della famosa Fontana della Madonna di Caravaggio, Milan, 1545, in-4° ; Brescia, 1618, in-4°.
- Istoria dell’Origine di tutte le Religioni, Venise, 1569, 1581 et 1586, in-8° ; trad. en français, Paris, 1578, in-8° : c’est une histoire de l’établissement des ordres religieux.
- Paradiso de’ Gesuati, nel quale si racconta l’origine dell’ordine de’ Gesuati di S. Girolamo e le vite del B. Giovanni Colombini, fondatore di esso ordine, e d’alcuni de’ suoi discepoli, Venise, 1582, in-4°.
- Istoria dell’Antichità di Milano, Venise, appresso i Guerra, 1592 (lire en ligne).
- Vita dell’infante Elisabetta d’Austria, regina di Francia, Bergame, 1594, in-4°.
- Il Duomo di Milano descritto, Milan, 1594 et 1642, in-8°.
- Della nobiltà de i Signori XL del consiglio di Milano, libri VI, Milan, 1595, in-4° ; 2e édition avec le supplément détaillé de Girolamo Borsieri, ibid., 1619 (les derniers chapitres, XVI a XIX, sont importants pour l'histoire de l'art)[1]. Cet ouvrage, comme la plupart de ceux de Morigia, manque de critique. Cependant on y trouve beaucoup d'excellentes notices sur les événemens qui eurent lieu à l'époque où il vivait.
- Raccolte di tutte le opere carità christiana che si fanno in Milano, ospedali, case pie, scuole, letture, etc., Milan, 1599 et 1601, in-8°.
- Istoria de’ personaggi illustri che furono religiosi gesuati, Bergame, 1599, in-4°.
- Sommario delle cose mirabili della città di Milano, Milan, 1602 et 1609.
- Istoria de’ personaggi illustri religiosi, Bergame, 1603, in-4°.
- Istoria della nobiltà del Lago Maggiore, nella quale si descrive il fiume Ticino, con la descrizione di tutte le terre e borghi che giacciono nelle sue riviere, con gli uomini degni di lode che sono usciti da quei luoghi, Milan, 1603, in-8°.
- Un recueil de Lettres écrites par Morigia au cardinal Frédéric Borromée se trouve en manuscrit à la Bibliothèque Ambrosienne à Milan.